# Antonio Smareglia
Antonio Smareglia   (Pula, 5 de maig de 1854 - Grado, 15 d'abril de 1929) fou un compositor italià del Romanticisme.
Alumne del Conservatori de Milà, fou un dels compositors italians en el que més marcada petja deixà la influència alemanya. Vers l'any 1900, quedà cec, el que no li impedí continuar dedicat a la música, doncs, dotat d'una memòria prodigiosa, aprenia els llibrets de les seves òperes, com Ozeana i Abisso, compostes ambdues quan ja havia perdut la vista. A més, fou professor de contrapunt del Conservatori de Trieste des de 1921.
Entre les seves òperes van cridar especial atenció de la crítica, a més d'assolir el favor del públic, les més modernes: El vasallo de Szigeth (Viena, 1889); Cornelius Schutt (Praga, 1893); Nozze istriane (Trieste, 1895); La Falena (Venècia, 1897); Ozeana (Milà, 1903), i Abisso (Milà, 1914).
A més, se li deuen, un poema simfònic titulat Leonore i diverses melodies vocals.